# Подхрадје (Прјевидза)
Подхрадје (слч. Podhradie) насељено је мјесто са административним статусом сеоске општине (слч. obec) у округу Прјевидза, у Тренчинском крају, Словачка Република.

## Становништво
| Година:    | 1994. | 2004.   | 2014.   | 2024.   |
| ---------- | ----- | ------- | ------- | ------- |
| Број људи: | 343   | 333     | 309     | 292     |
| Разлика:   |       | -2,91 % | -7,20 % | -5,50 % |

| Година:    | 2023. | 2024.   |
| ---------- | ----- | ------- |
| Број људи: | 288   | 292     |
| Разлика:   |       | +1,38 % |

Према подацима о броју становника из 2011. године насеље је имало 317 становника.